# Dipseudopsis conformis
Dipseudopsis conformis är en nattsländeart som beskrevs av Navás 1931. Dipseudopsis conformis ingår i släktet Dipseudopsis och familjen Dipseudopsidae. Inga underarter finns listade i Catalogue of Life.